# 公立藤岡総合病院
公立藤岡総合病院（こうりつふじおかそうごうびょういん）は、群馬県藤岡市にある医療機関。藤岡市・上野村・神流町・高崎市の2市1町1村で構成される一部事務組合の多野藤岡医療事務市町村組合が運営する病院である。藤岡市・上野村・神流町で構成される藤岡保健医療圏の基幹病院であり、地域医療支援病院の承認のほか、各種の指定を受ける。
2017年11月1日、2002年4月に病院から分離していた外来センターの敷地内に病院を移転して再統合する形で、現在の公立藤岡総合病院（新病院）が開院した。

## 沿革
- 1951年 多野病院として開院[2]（藤岡942番地1）
- 1973年 多野総合病院に名称変更
- 1987年 公立藤岡総合病院に名称変更
- 2002年 公立藤岡総合病院附属外来センター開院（藤岡市中栗須813番地1）
- 2017年 外来センター敷地に病院を移転し、現在の公立藤岡総合病院開院（新病院）が開院（公立藤岡総合病院附属外来センターは廃院）

## 医療機関の指定等
- 保険医療機関
- 救急告示医療機関
- 労災保険指定医療機関
- 指定自立支援医療機関（更生医療・育成医療・精神通院）
- 身体障害者福祉法指定医の配置されている医療機関
- 生活保護法指定医療機関
- 結核指定医療機関
- 指定養育医療機関
- 原子爆弾被害者一般疾病医療取扱医療機関
- 第二種感染症指定医療機関
- 母体保護法指定医の配置されている医療機関
- 地域医療支援病院
- 災害拠点病院
- 臨床研修指定病院
- がん診療連携拠点病院
- DPC対象病院
- 小児慢性特定疾患治療研究事業委託医療機関
- 地域周産期母子医療センター

## 診療科
- 内科
  - 血液内科
  - 腎臓リウマチ膠原病科
  - 呼吸器内科
  - 糖尿病内科
- 心療内科
- 神経内科
- 循環器科
- 小児科
- 外科
- 整形外科
- 脳神経外科
- 産婦人科
- 耳鼻咽喉科
- 眼科
- ペインクリニック
- 泌尿器科
- 皮膚科
- 和漢診療（漢方外来）

### 一般外来以外の診療
- 人間ドック
- 脳ドック
- 禁煙外来
- セカンドオピニオン外来
- 緩和ケア外来

## 併設施設
- 介護老人保健施設「しらさぎの里」（藤岡市中栗須519番地1）現在は、閉鎖している
- 訪問看護ステーション「はるかぜ」（公立藤岡総合病院 外来棟内）

### 附属外来センター
一般病床19床はすべて人間ドック用であった。2002年4月に分離したが、公立改革プランにより、運営面の非効率や掛け持ちで診療する医師の負担などのデメリットが顕在化しているとして、再統合が検討された。当センター敷地内に414床の新入院棟を建設することとなり、2016年1月に着工した。2017年11月に新病院として統合された。

## 交通アクセス
- JR東日本八高線北藤岡駅下車、徒歩30分。
- 関越自動車道藤岡ICから5分。